# Compsibidion angulare
Compsibidion angulare là một loài bọ cánh cứng trong họ Cerambycidae.